# Dragica Wedam Lukić
Dragica Wedam Lukić (* 13. květen 1949, Lublaň) je slovinská právnička.

## Životopis
Právnickou fakultu Univerzity v Lublani absolvovala v roce 1971. V roce 1997 získala profesuru z civilního práva procesního. V letech 1994 až 1995 byla prorektorkou Univerzity v Lublani. Před zvolení ústavní soudkyní v roce 1998 vyučovala na lublaňských právech, kam se po skončení mandátu soudkyně vrátila a kde doposud působí na katedře občanského práva. V roce 2007 navrhla Wedam Lukić státní volební komisi na kandidáta prezidentských voleb Danilo Türka.